# Yinlong
Yinlong downsi var en liten växtätande dinosaurie som levde i regionen som idag är Kina för cirka 160 miljoner år sedan. Den tillhörde ceratopsierna, och är den äldsta man känner till.
Liksom andra äldre ceratopsier var Yinlong troligen tvåbent, och hade endast en liten antydan till nackkrage. Dess mun kan ha varit utformad till en näbb. Exemplaren saknade hornliknande utskott på huvudet. Vid framtassarna fanns tre fingrar. Yinlong var uppskattningsvis 1,2 meter lång, hade en mankhöjd av 0,5 meter och en vikt av cirka 15 kg.

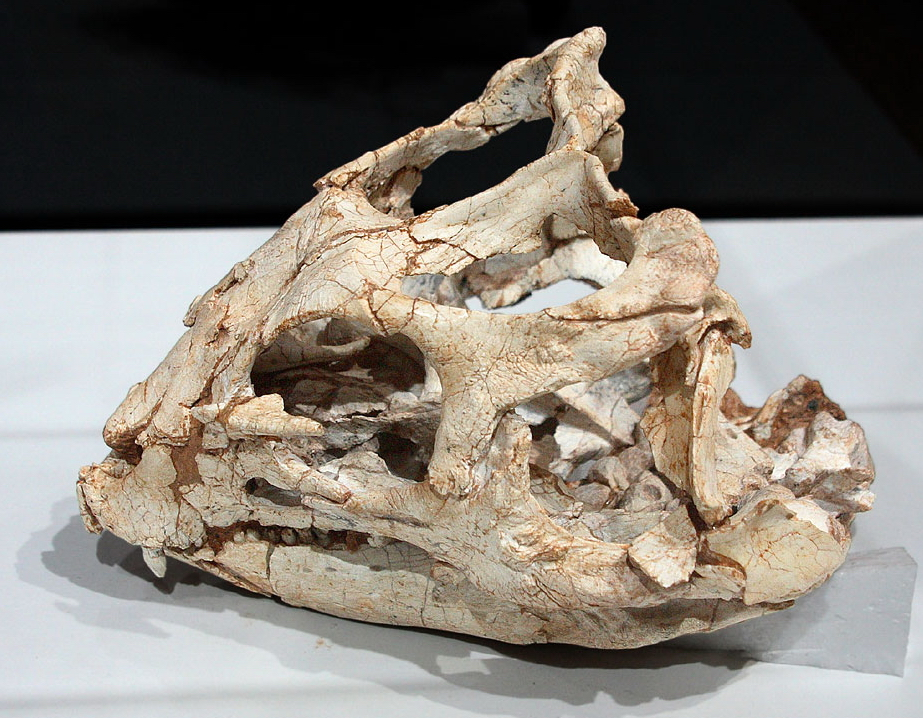
Skallen hos Yinlong.